# 1049
 Năm 1049 là một năm trong lịch Julius. 